# IC 2605
IC 2605 је дио галаксије (напримјер сјајан HII регион) у сазвјежђу Мали лав која се налази на листи објеката дубоког неба у Индекс каталогу.
Деклинација објекта је + 32° 58' 18" а ректасцензија 10h 49m 47,5s. IC 2605 је још познат и под ознакама Spiral arm of N 3395.